# Soundry
Soundry är en kvartett från Malmö som spelar rock och drar sin inspiration från 70-talets storhetsdagar, när arenarocken och sydstaternas tunggung drog upp blues och country med rötterna och bilade sig genom alla USA:s småhålor. En smula blues, en smula rock och några rejäla stänk av glad pop! Under vintern 2010 har bandet spelat in en ny platta som väntas vara färdig våren samma år.
Soundry har funnits i olika konstellationer genom åren. Tidigare hette bandet Limestone.